# Jardins du monde
Cet article concerne l'association caritative. Pour le jardin botanique, voir Parc des Jardins du Monde et Jardins du monde (Berlin-Marzahn).
Jardins du monde (JDM) est une association loi de 1901 française, qui a pour but l'amélioration de la santé des populations n'ayant pas accès aux médicaments conventionnels, par l'utilisation de plantes médicinales.

## Histoire
En 1992, alors que le Guatemala traversait une période de violence, une association de solidarité internationale portant le nom « Arrée K'iché » fut créée dans le Finistère à l'initiative de Jean-Pierre Nicolas. Pour réagir face à la situation d'urgence sanitaire et notamment à l'absence de médicaments essentiels, cette association entreprit de collaborer avec des villageois Quiché à la création de jardins de plantes médicinales, à la préparation de remèdes, à la formation d'agents de santé et de sages-femmes traditionnelles, ainsi qu'à la mise en place de pharmacies communautaires. Après avoir étendu son action au-delà du Guatemala, notamment au Honduras, « Arrée K'iché » fut dissoute pour permettre la fondation de l'association « Jardins du Monde » en 1997.

## Principes
Partant du constat que la plus grande partie de l'humanité n'a pas les moyens d'acheter des médicaments conventionnels, Jardins du Monde (JDM) encourage le recours aux plantes médicinales dont l'efficacité est scientifiquement prouvée. Attention : en général l'utilisation de ces plantes est souvent sans danger. Cependant certaines plantes sont composées d'éléments toxiques. Le respect des dosages est capital pour une utilisation sans dangers. En principe, JDM intervient à la suite d'une demande formulée par des groupements villageois ou des institutions (par exemple, la faculté des sciences de l'université Nord de Madagascar). 
Dans un premier temps, des enquêtes ethnobotaniques sont menées afin de recenser les éléments des pharmacopées traditionnelles locales. Après l'identification botanique des plantes relevées, JDM recherche dans la littérature scientifique les informations concernant leur toxicité et leur efficacité thérapeutique, afin de sélectionner les espèces qui seront valorisées. L'étape suivante consiste à mettre en place des jardins de plantes médicinales qui serviront de support à des actions de formation. Dans tous les cas, les actions de JDM, qui sont encadrées par une charte éthique, se font en concertation et en partenariat avec les populations locales. Jardins du Monde adapte en effet sa stratégie d'amélioration de la santé en fonction des contextes culturels. 
D'autre part, JDM accompagne les producteurs de plantes souhaitant exporter des espèces intéressant l'industrie cosmétique et nutraceutique dans le cadre du commerce équitable. 
Enfin, JDM collabore avec des laboratoires universitaires dans la recherche contre des pathologies tropicales telles que le paludisme ou la leishmaniose.
Les actions de Jardin du Monde s'inscrivent pleinement dans les recommandations de l'Organisation mondiale de la santé quant à la promotion des médecines traditionnelles dans les soins de santé.

## Zones d'action
JDM intervient, ou est intervenue, au Burkina Faso, au Chili, au Guatemala, au Honduras, à Madagascar et au Tibet. L'essentiel des activités se concentre actuellement au Burkina Faso et à Madagascar, où des équipes locales coordonnent et assurent le suivi de la production de plantes médicinales de qualité, les formations à la santé, etc.
JDM compte également une antenne espagnole et alpine. Cette dernière mène une enquête ethnobotanique dans les massifs des Bauges et de la Chartreuse ainsi que dans les Écrins. Un projet de conservation des plantes médicinales mongoles est également en cours de réalisation.

## Ouvrages collectifs de l'équipe
- Jean-Baptiste Gallé, Allison Ledoux, Sophie Groeber, Jean-Pierre Nicolas 2014. Quelques plantes employées dans le Sud Ouest de Madagascar. Éditions Jardins du Monde , Brasparts, 165 p.
- Medicos del mundo España, 2002. Plantas medicinales y comadronas : manual para el personal de salud. Guatemala, Ixiim Uleew, 52 p.
- Veterinarios sin fronteras España, 2003. Manual de capaticitación para promotores/as pecuarios/as en producción animal sostenible – Tercer curso : enfermedades y plantas medicinales. 48 p.
- Veterinarios sin fronteras – España, 2004. Etnoveterinaria en Guatemala y sus orígenes – Recuperación y promoción de alternativas tradicionales indígenas de producción pecuaria para un desarrollo sostenible. 220 p.
- Sophie Groeber, Nina Joé Maka, Jean-Pierre Nicolas et al., 2013. Kobaby - Histoires illustrées sur l’usage des plantes médicinales à Madagascar. Éditions Jardins du Monde, Brasparts, 48 p.